# Sur de Dublín
El Sur de Dublín no es un área administrativa oficial sino un término coloquial. Para algunos, especialmente para aquellos no-Dublineses, el Sur de Dublín es el área dentro de las fronteras del condado de Dublín, limitando al norte con el Río Liffey. Para los Dublineses sin embargo, las particularidades socioculturales del 'sur' y los 'sureños' no están contenidas dentro de esta construcción artificial. Cuando 'sur' es usado como un adjetivo o pronombre, es usado para bien o para mal, como un término referente a una actitud o prejuicio de las clases media y superior de Dublín.
Famosos sureños incluyen a los antiguos Taoisigh Garret FitzGerald, Liam Cosgrave, el Taoiseach y Presidente Éamon de Valera, James Joyce, Austin Carke y Oscar Wilde.